# Президентська медаль (IOP)
Президе́нтська меда́ль (англ. President's Medal) — нагорода Інституту фізики (IOP). Медаль було засновано у 1997 році для відзначення науковців за «заслуги в різних галузях діяльності, які принесли користь фізиці в цілому та Інституту зокрема». Нагороду вручає особисто президент Інституту. Вручаються максимум дві нагороди на президентство. Перше нагородження відбулося у 1998 році.

## Лауреати
Медаллю відзначені такі науковці::
- 2022 Пітер Найт[en][4]
- 2020 Міріам Сарачік[en][5]
- 2018 Вільям Джордж Стірлінг (англ. William George Stirling)
- 2017 Джоселін Белл Бернелл[6][7][8][2]
- 2016 Джон Дадлі[en][9]
- 2014 Дуглас Пол (англ. Douglas John Paul)[10][11][12]
- 2012 Браян Кокс[13][14][15]
- 2009 Мазлан Отман[en]
- 2008 Майкл Атія
- 2006 Тімоті Бернерс-Лі
- 2004 Едуард Брезін[en]
- 2002 Мартін Вуд[en]
- 2000 Джером Фрідман
- 1998 Фредерік Даінтон[en][16]